# Tifoseria dell'Ascoli Calcio 1898 FC
In questa voce sono riportate informazioni relative alla storia ed evoluzione della tifoseria dell'Ascoli Calcio 1898 FC, società calcistica italiana con sede ad Ascoli Piceno.

## Composizione demografica
La maggioranza dei tifosi bianconeri proviene da Ascoli Piceno e dai comuni limitrofi: nella provincia è sostanzioso il seguito dai comuni dell'entroterra; fuori dai confini provinciali il tifo bianconero è molto radicato in parte del fermano e in parte nel maceratese. Numerosi anche i tifosi bianconeri provenienti dalla Val Vibrata (territorio settentrionale della provincia di Teramo ma storicamente e culturalmente legato ad Ascoli). Va ricordato che l'Ascoli, essendo la prima squadra marchigiana a raggiungere la serie A nel 1974 e capace di disputarvi 16 campionati, ha conquistato un numero ragguardevole di tifosi in varie altre zone della regione. Anche per questo motivo l'Ascoli negli anni d'oro riusciva a riempire uno stadio di 34.000 posti (oggi ridotto a 20.000), nonostante le modeste dimensioni della città. Fuori dai confini regionali e del vicino Abruzzo sono presenti nuclei di tifosi nel bolognese.

## Orientamento politico
Dal punto di vista politico, i tifosi dell'Ascoli sono prevalentemente schierati su posizioni di destra o estrema destra. Alcuni dei gruppi organizzati si possono inquadrare su posizioni riconducibili all'ideologia neofascista, infatti nel corso degli anni si sono verificati episodi di riproposizione del saluto romano. L'ANPI di Ascoli Piceno ha denunciato spesso casi riconducibili proprio a quella linea di pensiero, come nel caso del giocatore Leonardo Perez, giocatore dell'Ascoli Calcio dal 2014 al 2018, accusato di effettuare il saluto alla Curva Sud, dell'assessore provinciale Andrea Antonini, ripreso durante una partita con una croce celtica, e altri episodi legati alla tifoseria. William Scalabroni, presidente dell'ANPI di Ascoli, ha sottolineato che questo pensiero politico si pone in contrasto con gli eventi storici, poiché la città di Ascoli Piceno ha una medaglia d'oro della Resistenza e perché Cino Del Duca, presidente dell'Ascoli Calcio subito dopo la liberazione, era un antifascista.
Nel 1974, con il primo esordio dell'Ascoli Calcio in Serie A, venne fondato il gruppo ultras dal nome "Settembre Bianconero", nome che sembrava rimandare all’organizzazione terroristica palestinese Settembre Nero, mentre nel 2019, in occasioni delle festività natalizie, venne realizzato un pupazzo di Babbo Natale che fa il saluto romano con al collo la sciarpa della società sportiva, evento denunciato anche dalla sardina Ilaria Chiovini su Facebook.

## Tifoseria organizzata

Rozzi (al centro) nella sala trofei della società

I primi gruppi della tifoseria organizzata ascolana emersero all'inizio degli anni 1970. Nel 1974, con la promozione in Serie A e l'ampliamento dello stadio Del Duca, la curva sud divenne il settore dei sostenitori bianconeri mentre in precedenza i più caldi si concentravano piuttosto in curva nord e negli altri settori. Nello stesso anno si formò il Settembre Bianconero (SBN), nel quale confluirono i gruppi preesistenti. I primi anni di militanza del Settembre si contraddistinsero, soprattutto al Del Duca, per una serie di gravi scontri con le tifoserie avversarie, soprattutto quelle della Fiorentina, del Torino, della Roma e della Ternana. I viola in particolare furono al centro di violenti scontri in Curva Sud alla prima trasferta. Verso la fine degli anni settanta si formano in curva i Commandos che nel 1983 ampliarono la denominazione in Commandos Army.
Nei primi '80 nasce Club Rambo che affianca il Settembre Bianconero come asse portante della tifoseria organizzata.
Nel 1983 si formarono i Black Warriors, gruppo proveniente dal comune limitrofo di Castel di Lama, il Monticelli Bianconero che prese il nome del suo quartiere e la Gioventù Bianconera (nata da una scissione del Club Rambo). Nel 1985, si formano gli Strà Kaos Ascoli gruppo coreografico e originale del quartiere di Campo Parignano e nel 1987 gli Swing Out Group.
Il 9 ottobre 1988 il Del Duca fu teatro di un evento luttuoso: nel dopopartita di Ascoli-Inter il pullman di un gruppo di skinhead nerazzurri fu fatto transitare sotto la curva ascolana. Ne scaturì una grave colluttazione, e uno dei capi storici del Settembre, Nazzareno "Reno" Filippini, venne violentemente percosso. Morì dopo tre settimane. Il fatto destò scalpore e la Lega Calcio fu indotta, d'accordo con le forze dell'ordine, a predisporre una serie di accorgimenti per limitare il rischio di scontri tra le tifoserie, inasprendo i controlli all'ingresso ed eliminando i settori misti da tutti gli stadi; in ricordo di Filippini è stata apposta una targa sul ponte che collega la città allo stadio.
Nel 1989 si formò la Borgata '89, tuttora Shanghai Zone (Zona Shanghai), proveniente nel popoloso quartiere di Porta Cappuccina.
La morte dello storico Presidente Costantino Rozzi avvenuta il 18 dicembre 1994 suscitò sconforto negli ambienti della tifoseria e degli sportivi ascolani. In seguito la Curva Sud venne intitolata al suo nome.
Nel 1994 nasce il gruppo dei Boys e un anno dopo quello della Guardia di Ferro che si ispirava al movimento legionario rumeno degli anni trenta. Nel 1999 arriva quello degli Arditi, gruppo rappresentativo del nord della provincia (Comunanza) e quello Monte Urano che univa giovani ultras dell'omonimo comune. Nel 2002 fu il turno del gruppo Squadraccia, proveniente da Porto Sant'Elpidio.
Nel 2003 la cessione alla Fiorentina di Gaetano Fontana, ritenuto una bandiera dai tifosi, determinò in questi ultimi la convinzione che le motivazioni economiche prevalessero ormai costantemente sull'attaccamento ai colori sociali, e li risolse a non dedicare più cori ai singoli calciatori.
Il primo campionato dopo l'ultimo ritorno in serie A portò nuovamente il Del Duca alla ribalta per un episodio di violenza, che tuttavia non ebbe conseguenze fatali e fu isolato dalla tifoseria di casa. Al termine dell'incontro Ascoli-Sampdoria un sedicenne ascolano, approfittando della confusione, si introdusse in Curva Sud Rozzi con una pistola di segnalazione navale ed esplose un razzo verso il settore degli ospiti. Fu colpita una cinquantasettenne tifosa doriana di Fano. Il giudice sportivo sanzionò la società per responsabilità oggettiva, infliggendo due turni di squalifica al campo con l'obbligo di giocare a porte chiuse e una multa di 10.000 euro.
Nel 2005 parte del Settembre Bianconero uscì dal gruppo per costituire gli Ascoli Piceno Ultras, che si dimostrarono sufficientemente organizzati anche quanto alle capacità coreografiche; di qui la scelta del Settembre di cedere il comando della curva. Nonostante il ritorno in massima serie si verificò un disaffezionamento della tifoseria e si acuirono le divisioni tra gli ultrà e i tifosi non organizzati, specialmente in seguito allo sfociare della contestazione aperta verso la dirigenza. I mesi che seguirono videro anche un alto numero di diffidati tra i tifosi ascolani.
Nel marzo 2006 nacque, per iniziativa di giovani studenti e lavoratori emigrati nel capoluogo emiliano, il gruppo Esiliati Bologna, votato a seguire le trasferte dell'Ascoli specialmente in Italia settentrionale. Sul finire dell'anno si sciolsero i Black Warriors, con un comunicato ufficiale che criticava apertamente il calcio moderno, deprecava lo scandalo di Calciopoli (cui riconduceva il disamoramento dei tifosi) e lamentava disparità di trattamento fra gli ultrà e i condannati alla pena carceraria per effetto della Legge Pisanu e del concomitante indulto. Altri gruppi invece hanno preferito togliere le loro insegne senza un comunicato ufficiale.
Negli anni successivi il tifo bianconero verrà guidato dagli Ascoli Piceno Ultras affiancati dall'Estremo Sostegno, formazione giovanile nata nel 2006 e scioltasi nel 2010. Nel 2007 il gruppo Arditi si scioglie; tra le cause il mancato ricambio generazionale ed incomprensioni interne.
L'inizio del campionato 2010-2011 è contraddistinto da una spaccatura in seno alla tifoseria. Alcuni ragazzi degli Ascoli Piceno Ultras decidono di abbandonare il gruppo per diversità di vedute ed insieme ad altri giovanissimi danno vita alla formazione Curva Sud Rozzi. Il gruppo prenderà le redini della curva per tutta l'annata 2010-2011, dando alla tifoseria nuova carica e linfa vitale. All'inizio della stagione successiva, anche quest'ultimo, decide di ritirare la propria insegna. In seguito a questo evento, molti componenti dei gruppi ritirati negli ultimi anni, decidono di unirsi dando vita nel gennaio del 2012 ad una nuova formazione ultras: gli Ultras 1898.
Nel febbraio del 2014, l'imprenditore italo-canadese Bellini fonda l'Ascoli Picchio FC 1898 che si aggiudica all'asta fallimentare il marchio e la posizione sportiva della vecchia Ascoli Calcio 1898. Il nuovo Ascoli riaccese gli entusiasmi della tifoseria che aveva vissuto fino a quel momento anni deludenti, culminati dalla retrocessione in Lega pro nel campionato 2012-2013.
Dal 2014 il principale gruppo in attività della tifoseria bianconera è Ultras 1898 (gruppo più numeroso e rappresentativo che coordina il tifo bianconero); meno numerosi ma sempre presenti sono Strà Kaos Ascoli, Black Line, Shanghai Zone, Ultras 1999, Monte Urano, Lapedona Bianconera, Zona Marino, A Modo Nostro, Boys, Guerrieri Piceni e Youth Ultras 1898. Dal 2016 è presente il gruppo Avanguardia. Presenti inoltre, nuclei provenienti dalla città picena e da fuori di essa e della sua provincia.
Durante il campionato 2013-14 viene fondata l'associazione Solo x l'Ascoli, con sede nel quartiere di Porta Romana. Nel settore dei distinti, sono presenti vari club, tra cui Vienna Bianconera, Piceni e Distinti Bianconeri.

### Cronologia
1970 - Nascita della Falange Bianconera
1974 - Scioglimento della Falange Bianconera
1974 - Nascita del Settembre Bianconero
1983 - Nascita dei Black Warriors
1985 - Nascita dello Strà Kaos
1994 - Nascita dei Boys
1999 - Nascita degli Arditi
2005 - Nascita degli Ascoli Piceno Ultras
2006 - Scioglimento dei Black Warriors
2006 - Nascita di Estremo Sostegno
2007 - Scioglimento degli Arditi
2010 - Scioglimento di Ascoli Piceno Ultras
2010 - Scioglimento di Estremo Sostegno
2010 - Nascita di Curva Sud Rozzi
2011 - Scioglimento di Curva Sud Rozzi
2012 - Nascita di Ultras 1898
2016 - Nascita di Avanguardia
2023- Scioglimento di settembre bianconero

## Casi di tifosi rimasti uccisi

### Il caso Nazzareno Filippini
Il 9 ottobre 1988, al termine della partita Ascoli-Inter, all'esterno dello stadio scoppia una rissa tra tifosi ascolani e interisti. Nazzareno Filippini, tifoso bianconero di trentadue anni, viene gravemente ferito. Entrato in coma, il 17 ottobre 1988, muore all'ospedale Umberto I di Ancona. Per l'aggressione e l'omicidio del giovane verranno arrestati cinque ultras dell'Inter, poi rimessi in libertà a giugno del 1989 dal giudice istruttore di Ancona, per mancanza di indizi.

## Gemellaggi e rivalità

### Gemellaggi e amicizie
- Lazio
- Monaco

L'unico gemellaggio ufficiale è quello con gli Ultras Monaco 1994 del Monaco; con gli ultras monegaschi vi è uno stretto rapporto che vede gli ultras delle due squadre presenti insieme sia nel Principato sia nel Piceno in occasione delle partite delle due squadre o in altre occasioni come nel 23 luglio 2013, per il torneo di calcio a 5 organizzato dagli Ultras 1898 in memoria dei tifosi bianconeri scomparsi, in cui hanno partecipato gli Ultras del Principato di Monaco.
Altra amicizia di vecchia data è quella con gli ultras della Lazio e della Santegidiese; con entrambe le tifoserie c'erano gemellaggi sorti negli anni ottanta. Esistono rapporti recenti con le tifoserie di Padova, Bologna, Bari, Reggina, Salernitana, Tolosa e Piacenza.
C'erano poi rapporti, ormai terminati a livello di gruppi e mantenuti solo a livello personale con i Granata Korps del Torino, con la tifoseria della Triestina e con quella della Vis Pesaro (Ultras Vis Boys) con cui negli anni novanta e duemila c'era un solido gemellaggio.

### Rivalità
(Carlo Mazzone prima di un derby di Roma)
Le maggiori rivalità sono con le tifoserie di Sambenedettese e Ancona. Il derby Ascoli-Samb è il più sentito per ovvie ragioni di continuità geografica ed è considerato uno dei più belli d'Italia, sebbene manchi nei campionati da oltre trent'anni. Lo storico attrito tra le due tifoserie è stato anche all'origine di un episodio tragico nel 1986, quando all'uscita di un noto locale due gruppi di tifosi vennero pesantemente a contatto; a farne le spese fu un giovane ultrà rossoblù che morì per i postumi di una coltellata all'addome.
Negli anni ottanta la curva ascolana strinse un gemellaggio con i tifosi del Verona, ma esso si sciolse in capo a soli cinque anni, a causa di un episodio in cui una frangia della tifoseria veronese non aveva accettato di buon grado l'amicizia, spingendosi a levare cori da stadio ostili verso gli ascolani, al grido di “terroni”; ne scaturì una feroce rivalità reciproca, complice l'amicizia tra gli scaligeri e i tifosi della Sambenedettese.
Altre rivalità considerevoli sono con l'Inter (dopo l'omicidio Filippini avvenuto nel 1988, da cui la tifoseria ascolana e quella milanese furono viste con disprezzo dal panorama ultras italiano), Avellino, Livorno, Pescara, Teramo, Cosenza, Ternana, Perugia, Roma, Sampdoria, Genoa, Napoli, Messina, Modena, Fiorentina, Rimini, Reggiana, Vicenza, SPAL, Taranto e Pisa.